# 327P/Van Ness
327P/Van Ness est une comète périodique du système solaire, découverte le 17 août 2002 par Michael E. Van Ness.